# Soubressade

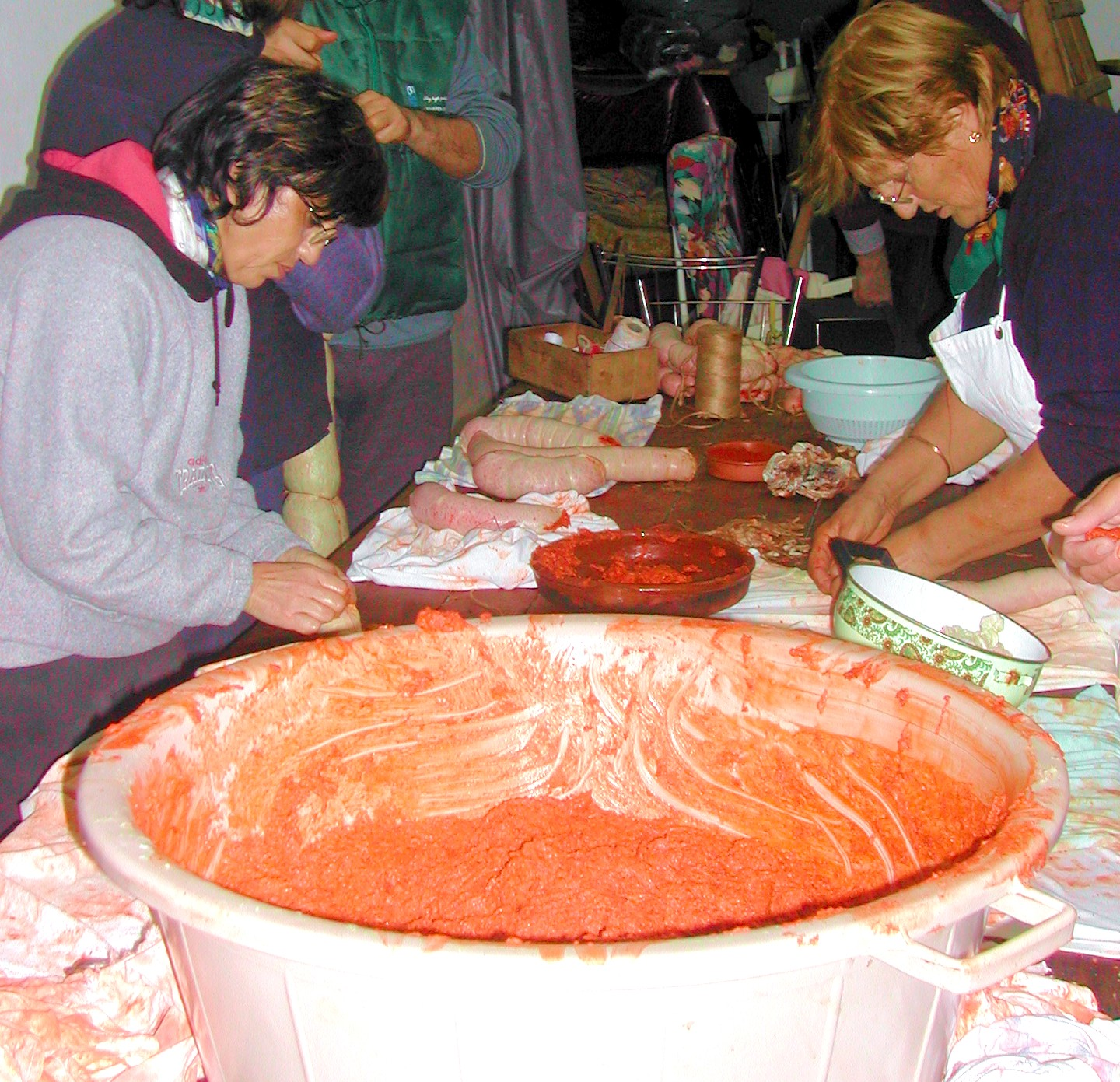
Préparation de la soubressade à Son Ferriol, un quartier de Palma de Majorque, à Majorque.

La soubressade (sobrassada en catalan et sobrasada en espagnol) est une charcuterie des îles Baléares en Espagne connue sous le nom de sobrassada de Mallorca et qui se présente sous la forme d'un saucisson.

## Description

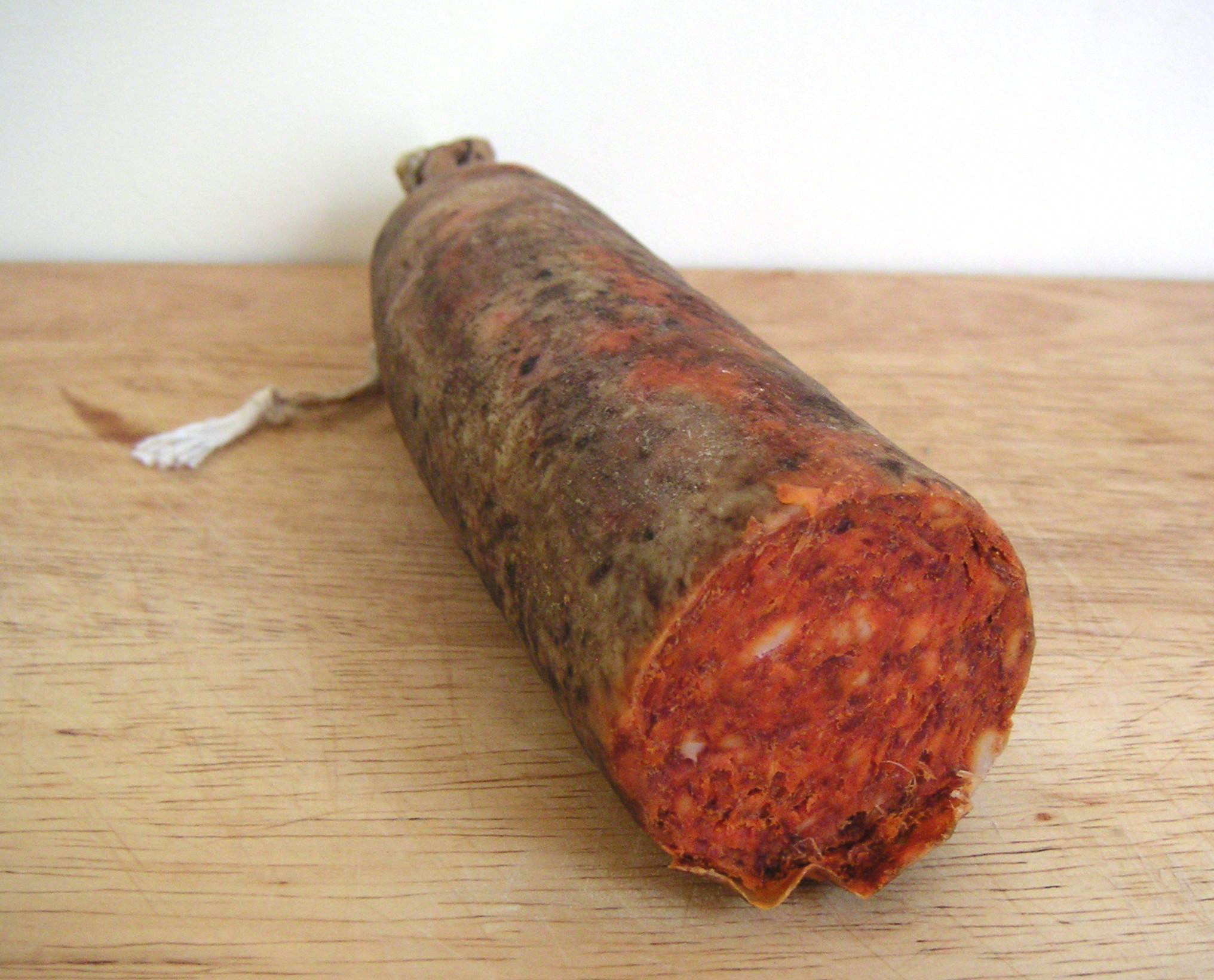
Soubressade dans un boyau naturel.

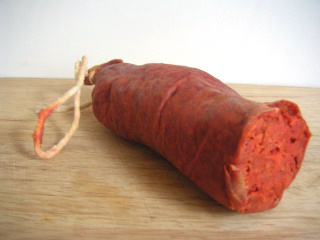
Soubressade.

La soubressade est un produit carné, cru et séché, élaboré à partir de morceaux sélectionnés de porc, hachés et assaisonnés de sel, de paprika doux et parfois piquant, de poivre ou d'herbes aromatiques (romarin, thym et origan). L'embossage s'effectue dans du boyau naturel.
Depuis 1996, l'Union européenne protège deux variantes de soubressade de Mallorca (Majorque) sous les dénominations de sobrassada de Mallorca et sobrassada de Mallorca de porc negre comme produits de qualité par l'IGP ; néanmoins, les soubressades sont aussi confectionnées à Minorque, avec une proportion de graisse souvent un peu inférieure. La soubressade de Majorque la plus appréciée est faite avec de la viande de porc noir élevé dans l'île.
En raison de sa texture plutôt molle, la soubressade ne se mange pas d'habitude seule mais sur du pain, frite ou crue, ou, plus souvent, utilisée comme farce, ingrédient ou condiment d'un grand nombre de recettes majorquines ou catalanes. Elle constitue un ingrédient nécessaire à un grand nombre de recettes modernes ou traditionnelles, salées ou sucrées, dont des feuilletés de tous genres, la soubressade au miel, la ensaïmada de carnaval, les formatjades minorquines et plusieurs coques catalanes au miel, aux abricots, par exemple. Elle s'associe au fromage de Maó dans certaines recettes catalanes très populaires, qui souvent reçoivent des qualificatifs comme « à la majorquine » ou « à la minorquine ». Un autre mariage typique est celui de la soubressade avec le botifarró, en tant que tapa, comme accompagnement ou comme mélange d'une recette.

## Origine
La première référence historique au nom de sobrasada se trouve dans un document daté de l'an 1403 provenant de Sicile (territoire aragonais à cette époque-là), et se rapportant à une liste d'aliments parmi lesquels se retrouve explicitement le mot sobrassada. Ceci pourrait situer en Italie l'origine de ce produit, puisqu'une charcuterie italienne porte un nom très proche : soppressata. Toutefois, si le nom peut être d'origine italienne, la recette aurait eu peu de points communs avec la préparation actuelle compte tenu de l'introduction du pimentón rapporté d'Amérique au XVe siècle par les Espagnols. C'est donc à partir de l'incorporation du pimentón, et plus précisément à partir du XVIIe siècle, que la soubressade devient extrêmement populaire dans les îles et le reste des territoires aragonais, et pas uniquement comme une façon de conserver la viande. À partir du XXe siècle, la consommation de la soubressade s'étend au reste du territoire espagnol.

## DOSobrassada de Mallorca
La vraie soubressade, prestigieuse, faite de façon traditionnelle, sans colorants ni additifs artificiels, est la soubressade de Majorque et celle de Minorque. C'est seulement la soubressade produite aux îles Baléares (Majorque et Minorque) qui est reconnue, protégée et contrôlée par l'Union Européenne sous le nom DO Sobrassada de Mallorca.

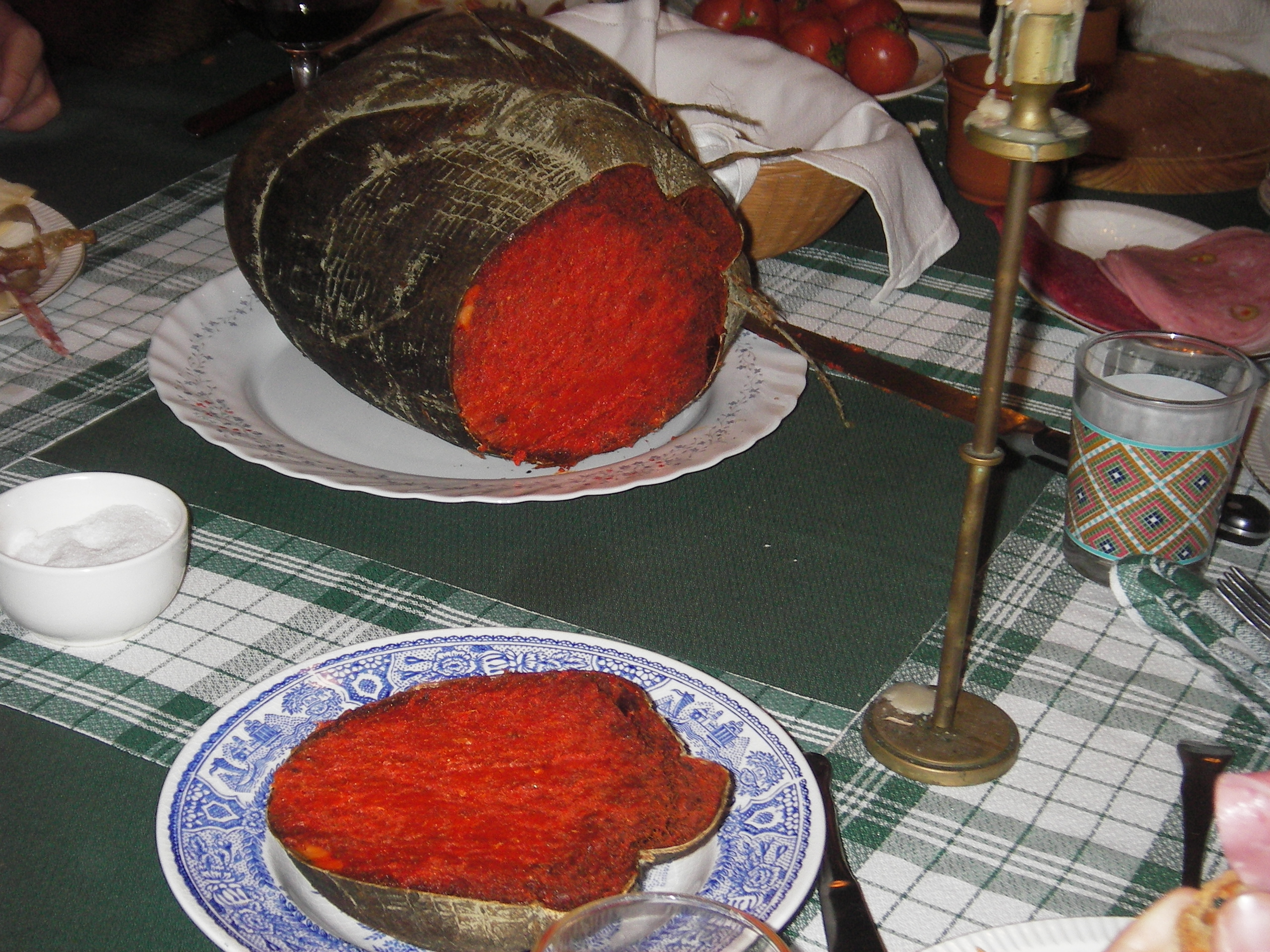
Bisbe à point après maturation.

Pour l'élaborer, il faut hacher finement de la viande maigre et du lard de porc ; le maigre doit représenter entre 30 % et 60 % du total du mélange. Puis on la pétrit avec 4 % à 7 % de pimentón doux et fort (plus il y a de lard, plus il faut ajouter de pimentón) et 1,8 % à 2,8 % de sel. Certaines familles ajoutent aussi d'autres épices. Le pétrissage est nécessaire pour que la viande s'imprègne des arômes des épices. La pâte obtenue sert à remplir des boyaux naturels du même porc. On les ferme et on couvre le nœud de pimentón. On suspend les charcuteries à température et humidité contrôlées pendant une semaine à deux ans.
Les caractéristiques de chaque soubressade dépendent du temps de fermentation et de séchage, mais aussi de la forme et de l'épaisseur des boyaux utilisés. Les soubressades plus claires, moins sèches et moins fortes sont les plus jeunes tandis que les vieilles ont une couleur rouge plus prononcée et un goût plus sec.
Chaque type de soubressade a un nom précis, selon le nom de la partie du boyau utilisée : culana, bufeta, bisbe, poltrú, etc.

## Autres soubressades
D'autres soubressades se font en Espagne et au Maghreb.
En France, la soubressade (comme la longanisse d'origine pied-noire) est produite par une multitude de charcutiers qui revinrent en France au moment de la décolonisation de l'Algérie avec leur recette respective.
En Algérie, au temps de la présence française, le produit s'est écarté de la recette traditionnelle, et ainsi s'est créée une soubressade pied-noire tout à fait originale, d'une saveur et d'une texture différentes de celles de la soubressade des îles Baléares (voir Émigration mahonnaise en Algérie). En regagnant la France métropolitaine, les charcutiers pieds-noirs ont rapporté cette recette qui comporte des tours de main mais ne fait pas partie des produits de qualité par l'IGP. Aussi les adresses des charcutiers initiés capables de fabriquer de la soubressade identique à celle qu'on pouvait trouver jadis en Algérie se transmettent-elles de bouche à oreille entre amateurs.
En France, il existe deux variétés de soubressade de type algérien : la piquante, très pimentée, reconnaissable à la ficelle rouge, et la douce ou non piquante, dont la ficelle est d'une teinte neutre. La soubressade est utilisée pour la confection de plats simples de la cuisine pied-noir (ex. : œuf à la soubressade) et est aussi couramment consommée tartinée sur du pain, froide ou gratinée, mais elle demeure un produit peu connu et relativement difficile à trouver. La ville de Marseillan[Laquelle ?] possède quant à elle une recette bien spécifique : la saucisse est trapue et compacte, composée de piment borné[Quoi ?] (cultivé en Seine-et-Marne).